# Fåglen
Fåglen är skär i Åland (Finland). De ligger i Skärgårdshavet eller Norra Östersjön och i kommunen Kökar i landskapet Åland, i den sydvästra delen av landet. Öarna ligger omkring 80 kilometer sydöst om Mariehamn och omkring 210 kilometer väster om Helsingfors.
Arean för den av öarna koordinaterna pekar på är 0,3 hektar och dess största längd är 80 meter i öst-västlig riktning. Trakten är glest befolkad. Det finns inga samhällen i närheten.